# Alf Hedeman
Alfred Hugo Hedeman conocido Heddie, Alf Bant (Burwood, Nueva Gales del Sur, Australia, 13 de agosto de 1880 - Australia Occidental, Australia, 8 de enero de 1965) Fue un jugador australiano de tenis. Ganó el título de dobles junto a Ernie Parker en el Campeonato de Australasia de 1913, que luego se convertiría en el Abierto de Australia.
En el Campeonato de Australasia de 1921, celebrado en Perth, Hedemann venció a Keith McDougall en las semifinales antes de perder en la final contra Rhys Gemmell (conocido como Rice Gemmell). Hedemann trabajó para el Banco de Australasia. Se mudó a Tasmania para ser gerente de la sucursal de Launceston en 1933 y se retiró en 1940. Hedemann también destacó como jugador de críquet y lacrosse.

## Finales de Grand Slam

### Individuales (1)

#### Subcampeón (1)
| Año  | Campeonato                | Superficie | Oponente en la final | Resultado en la final |
| ---- | ------------------------- | ---------- | -------------------- | --------------------- |
| 1921 | Campeonato de Australasia | Césped     | Rice Gemmell         | 7–5, 6–1, 6–4         |

### Dobles (1)

#### Ganador (1)
| Año  | Campeonato                | Superficie | Compañero    | Oponentes en la final   | Resultado en la final |
| ---- | ------------------------- | ---------- | ------------ | ----------------------- | --------------------- |
| 1913 | Campeonato de Australasia | Césped     | Ernie Parker | Harry Parker Roy Taylor | 8–6, 4–6, 6–4, 6–4    |